# Batrisodes barri
Batrisodes barri är en skalbaggsart som beskrevs av Park 1958. Batrisodes barri ingår i släktet Batrisodes och familjen kortvingar. Inga underarter finns listade i Catalogue of Life.